# Port lotniczy Mandeville-Marlboro
Port lotniczy Mandeville-Marlboro (IATA: MVJ) – port lotniczy zlokalizowany w mieście Mandeville, na Jamajce.